# Kai Twilfer

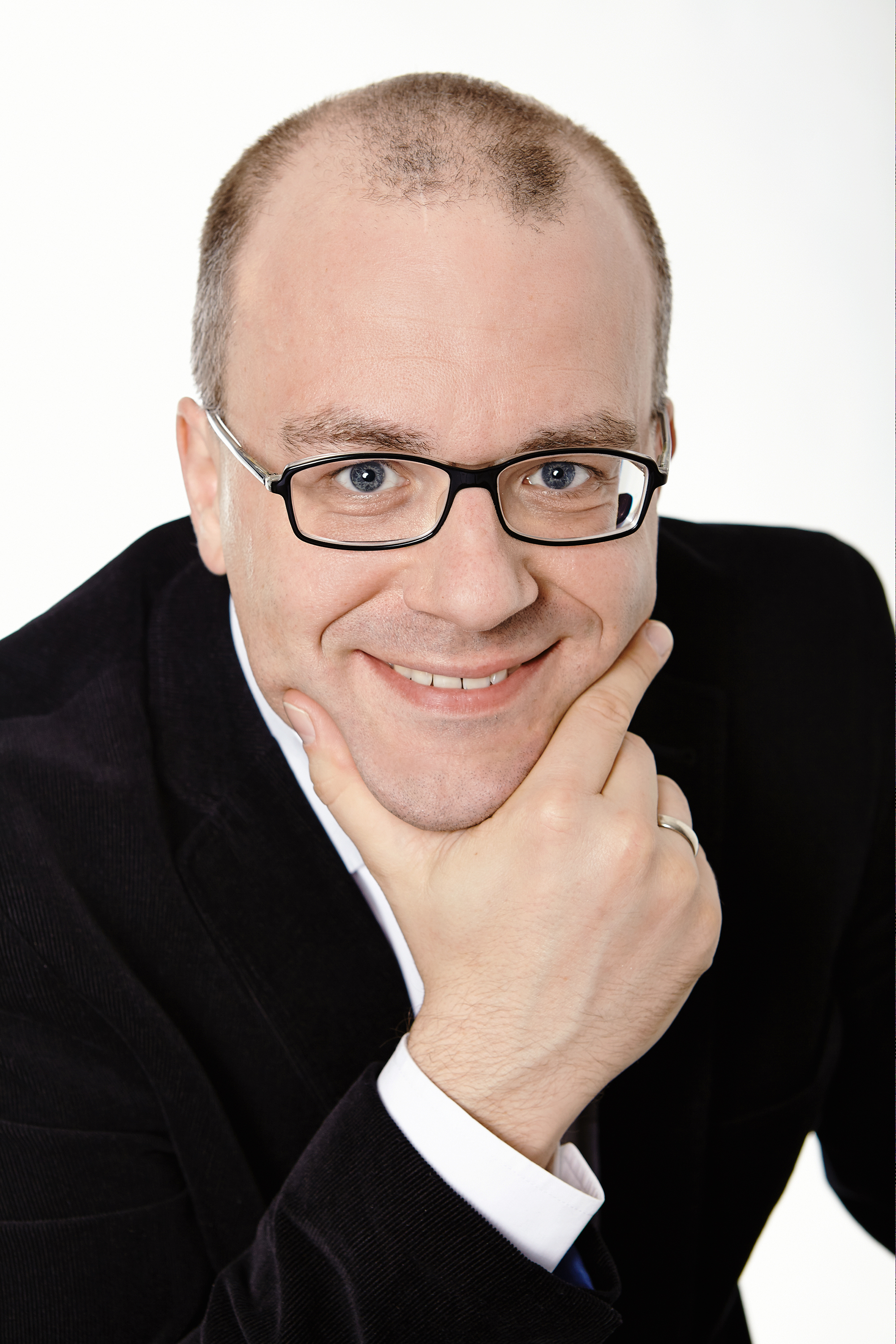
Kai Twilfer

Kai Henrik Twilfer (* 1976 in Gelsenkirchen) ist ein deutscher Autor.

## Werdegang
Twilfer studierte in Bochum Wirtschaftswissenschaften und gründete während seines Studiums eine Produktionsfirma für Werbefilme, darüber hinaus arbeitete er als freier Mitarbeiter beim WDR. 2002 gründete er einen Großhandel für Ruhrgebiets-Regionalia. Im Hauptberuf ist er Geschäftsführer des auf Ruhrgebiets-Acessoires spezialisierten Industriekult-Verlags,
Im Februar 2013 veröffentlichte er im Verlag Schwarzkopf & Schwarzkopf sein Erstlingswerk Schantall, tu ma die Omma winken!, mit dem er einen Bestseller landete. In dem Buch schildert er auf satirische Weise die Erfahrungen des Sozialarbeiters Jochen mit der fiktiven Unterschichtfamilie Pröllmann. Seine Versuche, Bildung zu etablieren, scheitern grandios. Das Buch ist auf der Buchreport online-Bestsellerliste von Ausgabe 15/2013 bis 21/2013 auf Platz 1 gelistet.

## Werke
- mit Susanne Granas (Illustratorin): Schantall, tu ma die Omma winken! Aus dem Alltag eines unerschrockenen Sozialarbeiters. Schwarzkopf & Schwarzkopf, Berlin 2013, ISBN 978-3-86265-219-8
- 111 Gründe, den Ruhrpott zu lieben. Eine Liebeserklärung an die großartigste Region der Welt. Schwarzkopf & Schwarzkopf, Berlin 2013, ISBN 978-3-89602-973-7
- Schantall, tu ma die Omma  Prost sagen! Neues aus dem Alltag des unerschrockenen Sozialarbeiters. Schwarzkopf & Schwarzkopf, Berlin 2014, ISBN 978-3-86265-382-9 → als Hörbuch; ISBN 978-3-86265-383-6
- Schantall, tu ma die Omma Tschüss rufen! Unglaubliches aus dem Alltag des unerschrockenen Sozialarbeiters. Schwarzkopf & Schwarzkopf, Berlin 2016, ISBN 978-3-86265-570-0
- Finn-Luca, komm bei Fuß! Der verrückte Familienhorror von nebenan. Fischer Taschenbuch, Frankfurt am Main 2016, ISBN 978-3-596-03217-4
- Ich hab keine Macken! Das sind Special Effects. Bastei Lübbe, Köln 2017, ISBN 978-3-404-60957-4
- Ein Arschvoll Ratschläge. Wie wir ohne Klugscheißer viel entspannter leben. Bastei Lübbe, Köln 2018, ISBN 978-3-404-61008-2
- Tu dat besser nich! Unglaubliches aus der Welt der neuen deutschen Korrektheit. Bastei Lübbe, Köln 2022, ISBN 978-3-431-05044-8